# Bohême aux Jeux olympiques de 1900
L'équipe olympique de Bohême, composée de 7 sportifs répartis dans 4 disciplines, a participé à ses premiers Jeux à Paris. La Bohême avec deux médailles (une d'argent et une de bronze) s'est classée au vingtième rang du classement des nations.

## Liste des médaillés de la Bohême

### Médailles d'argent
| Sport                  | Discipline           | Sportifs            | Performance |
| Médailles d'argent : 1 |                      |                     |             |
| Athlétisme             | Lancer du disque (H) | František Janda-Suk | 35,14 m     |

### Médailles de bronze
| Sport                   | Discipline   | Sportifs         | Performance |
| Médailles de bronze : 1 |              |                  |             |
| Tennis                  | Simple dames | Hedwig Rosenbaum |             |